# Mitchell megye (Georgia)
Mitchell megye az Amerikai Egyesült Államokban, azon belül Georgia államban található. Megyeszékhelye és legnagyobb városa Camilla. Lakosainak száma 21 755 fő (2020. április 1.). Mitchell megye Dougherty, Grady, Baker, Decatur, Thomas, Colquitt és Worth megyékkel határos.

## Népesség
A megye népességének változása:
| Lakosok száma | 23 509 | 23 450 | 23 104 | 23 045 | 22 574 | 21 755 |
|               | 2010   | 2011   | 2012   | 2013   | 2015   | 2020   |